# Lisandro Catalán
Lisandro Catalán  (San Miguel de Tucumán, 1971) es un abogado y político argentino, vicejefe de Gabinete del Interior, desde junio de 2024; en la presidencia de Javier Milei. También es presidente de La Libertad Avanza en la provincia de Tucumán. 

## Biografía

### Familia y formación
Lisandro Catalán nació en San Miguel de Tucumán en 1971 en el seno de la familia conformada por Hortensia Guyot y el abogado y político Juan José Catalán; que ocupó el cargo de Ministro de Cultura y Educación de la Argentina, durante la dictadura de Jorge Rafael Videla. Su abuelo paterno fue Diego Catalán, quien se desempeñó como diputado nacional por la provincia de La Rioja en representación del Partido Demócrata Nacional entre 1942 y 1943. Tanto por vía paterna como por vía materna es descendiente de la familia tradicional santiagueña Iramain, por lo tanto esta emparentado con hombres de la talla de Joaquín V. González, Héctor González Iramain y Nicolás González Iramain.
Catalán es abogado por la Universidad de Tucumán y magíster en la Gestión Pública por la Universidad Austral. 

### Trayectoria
En el año 2006 comenzó a colaborar en la campaña a gobernador de la provincia de Buenos Aires del entonces vicepresidente Daniel Scioli, debido a la influencia de Guillermo Francos, a quien conoció de niño por medio de su padre Juan José, cuando ambos militaban en el Partido Federal de Francisco Manrique. Con Scioli triunfante, Francos y Catalán trabajaron en el Banco Provincia, desempeñándose como director de Mandos y Negocios del grupo Bapro. Entre 2007 y 2015, Catalán pasó por diversas empresas del Grupo Provincia, destacando su labor en “Provincia Microempresas”, una línea de crédito para pequeñas empresas fundada por Francos.
A partir de 2012, Catalán integró el think tank Fundación Acordar, fundado por Daniel Scioli, y del cual fue coordinador de equipos técnicos fiel a su perfil, precisamente más técnico que político. El objetivo de Acordar era la promoción de la candidatura presidencial de Scioli para el año 2015. Allí coincidió tanto con Francos como con el futuro presidente Javier Milei. Luego de la derrota de Scioli en las elecciones presidenciales de 2015 y de la terminación de su mandato al frente de la provincia de Buenos Aires, Catalán dejó el Grupo Provincia. 
En 2016 fue designado por el ministro de Justicia y Derechos Humanos del presidente Mauricio Macri, Germán Garavano, en la dirección del Registro Nacional de Reincidencia. En 2020 logró ser nombrado director de la misma dirección por Marcela Losardo en el gobierno de Alberto Fernández, manteniéndose en el mismo cargo durante el ministerio de Martín Soria. 
En el año 2023, Catalán se unió a la campaña presidencial de Javier Milei, integrando los equipos técnicos del mismo. El 10 de diciembre de 2023 fue designado como subsecretarío del Interior en el Ministerio del Interior que comandaba Guillermo Francos. Con el desplazamiento de Nicolás Posse de la Jefatura de Gabinete, Francos ocupa ese cargo y el 3 de junio de 2024, Catalán es designado como vicejefe de Gabinete del Interior.